# Ensamble Cohetes
Ensamble cohetes es el segundo álbum de estudio de Airbag, después de Mondo cretino (2000) y del EP Voy a acabar con el invierno (2001). Fue editado en 2003, distribuido por El Ejército Rojo y BMG. El sencillo de promoción fue el tema Mafia rusa en la Costa del Sol.

## Lista de canciones
1. "La chica nueva" - 2:53
2. "Mafia rusa en la Costa del Sol" - 2:32
3. "Películas de miedo" - 2:47
4. "La invasión de los ultraadolescentes" - 2:30
5. "Big acuarium" - 2:20
6. "Me estrellé contra tu casa" - 1:40
7. "El gran Jueves" - 2:43
8. "Encerrado en el bar" - 2:31
9. "Here I go again" (*) - 2:15
10. "Ciencia explosiva" - 2:23
11. "Las cintas al sol se destruyen" - 3:09
12. "Ensamble cohetes" - 2:43
13. "No fuimos nosotros" - 2:18
14. "Little red go cart" (**) - 1:42

(*) Original de The Hollies.
(**) Original de Throw that Beat In the Garbagecan.

## Créditos
Airbag:
- Adolfo - voz y guitarra
- Pepillo - bajo y coros
- José Andrés - batería

Colaboraciones:
- Novi P.P.M.: 1, 2, 3 ... go en "Ensamble cohetes".
- Erik Jiménez: pandereta en "Here I go again".
- Jerónimo Summers: arreglos de cuerda para "Las cintas al sol se destruyen"
- Fernando Cornejo: violines en "Las cintas al sol se destruyen"
- Guillermo Pastrana: chelo en "Las cintas al sol se destruyen"

- Datos: Q5655872